# 曲登乡 (理塘县)
曲登乡，是中华人民共和国四川省甘孜藏族自治州理塘县下辖的一个乡镇级行政单位。

## 行政区划
曲登乡下辖以下地区：
额和村、混查村、浑查村、泽洛二村、普查村、哥合村、普查二村、混查二村、浑查二村和泽洛村。